# 트론 프로젝트
트론(TRON, Real-time Operating System Nucleus의 약어)은 오픈 아키텍처 실시간 운영체제 커널 디자인이다. 이 프로젝트는 1984년 도쿄 대학의 사카무라 겐 교수에 의해 시작되었다. 이 프로젝트의 목표는 사회의 모든 요구를 충족할 수 있는 이상적인 컴퓨터 아키텍처와 네트워크를 만드는 것이다.
인더스트리얼 트론(Industrial TRON, ITRON) 파생물은 2003년에 세계에서 가장 많이 사용된 운영 체제 중 하나였으며 휴대폰, 가전제품, 자동차 등 수십억 대의 전자 장치에 사용되었다. 주로 일본 기업에서 사용했지만 전 세계적으로 관심을 끌었다. 그러나 품질이 뛰어난 영어 문서가 부족하여 광범위한 채택을 방해하는 것으로 알려져 있다.
트론 프로젝트는 2010년에 T-Engine 포럼에 통합되었다. 현재는 WolfSSL과 같은 널리 사용되는 SSL(Secure Socket Layer) 및 TLS(Transport Layer Security) 라이브러리에서 지원된다.

## 같이 보기
- 실시간 운영체제